# Trucco permanente

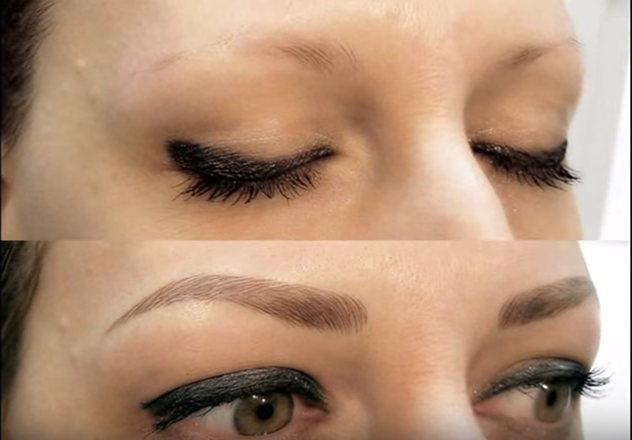
Trucco permanente sulle sopracciglia, prima (sopra) e dopo

Il trucco permanente, in sigla PMU dall'inglese permanent make-up, (altrimenti detta dermopigmentazione, micropigmentazione, trucco semipermanente, disegno epidermico o camouflage) viene utilizzata esclusivamente a fini estetici per la correzione di inestetismi del viso e del corpo, per il miglioramento della immagine estetica in generale, nella copertura di cicatrici risultanti da interventi chirurgici o incidenti (camouflage) è una tecnica della cosmesi decorativa che utilizza il tatuaggio per applicare i pigmenti sotto la superficie della pelle.
Il trucco permanente comprende:
- Sopracciglia: modellano il contorno, riempiono, enfatizzano
- Compressione della linea delle ciglia: eyeliner tra le ciglia
- Eyeliner: linee da fini a forti per l'eyeliner
- Matita labbra: contorna o riduci
- Riempimento colore labbra: riempie completamente le labbra
- Imitazione del capezzolo, attraverso il disegno cosmetico.

Questa tecnica estetica correggere gli inestetismi del viso e del corpo al fine di migliorare l'immagine in generale. L'utilizzo più frequente è sul viso, marcando e modificando le linee degli occhi, labbra e sopracciglia, e viene eseguita tramite un applicatore puntiforme sterile oscillante, viene trasferita nell’epidermide una piccola quantità di pigmento che vi permane per un periodo variabile secondo la zona del viso o del corpo. In questo si distingue dal tatuaggio artistico che realizza disegni di fantasia. 
Può essere utilizzato anche per camouflage permanenti, per ridurre la visibilità di cicatrici, anche risultanti da interventi chirurgici o per ricostruire il disegno di areola e capezzolo dopo operazioni di mastectomia, con la pratica introdotta da Kesselring nel 1987.
Quest'ultima attività viene definita anche "tatuaggio medicale" o "senologico".
La distinzione tra le attività di tatuaggio artistico e di trucco permanente estetico è chiaramente ben definita: il tatuaggio si effettua per decorare il corpo, il trucco permanente si effettua per ripristinare un aspetto estetico originario, modificando e attenuando gli inestetismi presenti sul viso e sul corpo. Si ricorre ai tatuaggi (o dermopigmentazione) con finalità medica per coprire condizioni patologiche della cute, al fine di ripristinare l’aspetto di una cute sana, e/o come complemento agli interventi di chirurgia ricostruttiva.

## Assetto normativo
Nonostante la grande diffusione del trucco permanente e nonostante siano accertati specifici rischi per la salute, il comparto ad oggi non è chiaramente regolamentato. 
Gli inchiostri/pigmenti utilizzati per il trucco permanente, non essendo applicati sulle superfici esterne della pelle, nella Unione europea non ricadono sotto gli obblighi definiti per il cosmetico dal Regolamento Nr. 1223/2009
Il Consiglio d'Europa ha adottato, prima nel 2003 poi nel 2008 due risoluzioni sui requisiti e criteri per la sicurezza del tatuaggio e del trucco permanente. 
Le delibere del Consiglio d'Europa, in sigla ResAP(2003)2 e ResAP(2008)1, non hanno valore legislativo e possono essere adottate come linee guida dai diversi stati europei.
Nella UE, al 2015, Belgio, Francia, Germania e Paesi Bassi hanno emanato una legislazione specifica, sulla base della risoluzione ResAP (2003)2, mentre Spagna, Slovenia e Svezia hanno adottato i principi del Consiglio d'Europa deliberati nella risoluzione ResAP (2008). In vari stati della UE sono state presentate proposte di legge per una regolamentazione del trucco permanente o sono state adottate le delibere del Consiglio d'Europa come linee guida per l'applicazione di norme sanitarie ed amministrative già esistenti.
Da notare che anche stati non appartenenti alla UE, come la Nuova Zelanda, hanno adottato le linee guida del Consiglio d'Europa, per definire requisiti e restrizioni nell'attività di trucco permanente e negli inchiostri/pigmenti utilizzabili.
Negli USA invece, gli inchiostri per trucco permanente dovrebbero sottostare alle approvazioni della FDA come gli altri coloranti cosmetici. Nella attuale lista dei coloranti ammessi dalla FDA, di nessun colorante viene specificato il possibile utilizzo iniettato sotto la superficie cutanea. 
Le attività di trucco permanente come quelle di tatuaggio sono disciplinate in modo diverso tra stato e stato e negli stati federali o dove sono presenti legislazioni regionali o locali queste attività possono sottostare a regolamentazioni anche molto diverse.

### Profilo giuridico in Italia
In Italia il trucco permanente viene eseguito dall'estetista in forza della Legge del 4 gennaio 1990 n. 1 e dal Decreto interministeriale 15 ottobre 2015, n. 206, scheda n. 23. Il trucco permanente (altrimenti detta dermopigmentazione, trucco permanente, micropigmentazione, trucco semipermanente, disegno epidermico o camouflage) viene utilizzato esclusivamente a fini estetici per la correzione di inestetismi del viso e del corpo, per il miglioramento della immagine estetica in generale, nella copertura di cicatrici risultanti da interventi chirurgici o incidenti (camouflage). 
Il tatuaggio estetico, ovvero il trucco permanente è attività propria dell'estetista, così come normato dal Decreto Ministeriale del 21 marzo 1994, n. 352 , all'articolo 2 comma 1 lettera b punto 5), tra le materie di studio dell'estetista è ricompreso il trucco visagismo.
Il tatuaggio artistico invece non è normato e si riconduce alle Linee guida del Ministero della Salute per l’esecuzione di procedure di tatuaggio e piercing in condizioni di sicurezza (Circolari 2.9/156 e 2.8/633 del Ministero della Sanità pubblicate nel 1998 2.9/156).
Le circolari ministeriali prendono in considerazione i rischi di trasmissione di infezioni ed effetti tossici dovuti alle sostanze utilizzate per la pigmentazione del derma. 
Le misure, riportate, da applicare per il controllo del rischio sono: norme igieniche generali; misure di barriera e precauzioni universali; nonché misure di controllo ambientale.
L'esercizio dell'attività di trucco permanente in Italia è regolato dalla legge nazionale, ed è attività propria dell'estetista, legge 1/90.
Il decreto interministeriale n. 206 del 15 ottobre 2015 modifica il decreto del 12 maggio 2011, n. 110, concernente il regolamento di attuazione relativo agli apparecchi elettromeccanici utilizzati per l'attività di estetista (articolo 10, comma 1, della legge 4 gennaio 1990, n. 1) alla scheda n. 23 regolamenta il dermografo per micropigmentazione, con le caratteristiche tecnico dinamiche, le cautele d'uso e modalità di esercizio, specificando che Il trattamento deve essere effettuato da operatori estetici, ovvero l'estetista.  
Alcune leggi regionali discliplinano l'attività di piercing e tatuaggio, tali leggi, non possono valere anche per le attività di trucco permanente, in quanto è un'attività estetica già normata dalla legge dello Stato 1/90 che è di rango superiore rispetto alle leggi regionali.
La tutela del consumatore sui prodotti e trattamenti di trucco permanente in assenza di leggi specifiche che disciplinino la materia è assicurata dalla applicazione del Codice del consumo (DL.vo 6 settembre 2005, n. 206.) che rende vincolanti il rispetto della risoluzione ResAP(2008)1 del Consiglio d'Europa e delle circolari ministeriali.
In accordo con gli articoli 2 e 316 Codice Civile in Italia è proibito praticare trucco permanente o tatuaggi a chi ha meno di 18 anni senza il consenso dei genitori o dei tutori.
Nelle indicazioni fornite alle estetiste sulla applicazione del trucco permanente si specifica inoltre di non effettuare il trattamento: 
- sulle donne in stato di gravidanza;
- su soggetti che soffrono di allergie, di epilessia o di malattie infettive, o autoimmuni, o dell'apparato respiratorio o dell'apparato cardiocircolatorio, o della zona di cute da trattare;
- su soggetti che soffrono di patologie, o sono in cura con farmaci, che alterano la normale riepitelizzazione della pelle o la coagulazione/cicatrizzazione (ad es.: diabete, anemia mediterranea, ecc.) o sono in cura con farmaci chemioterapici;
- in concomitanza con altri trattamenti estetici, medico-estetici, medici che compromettono lo spessore e l'integrità dello strato corneo (es. peeling)[17].

## Durata nel tempo
Il trucco permanente, in funzione di come viene fatto, dei pigmenti utilizzati e di tanti altri fattori, può resistere per qualche settimana come per qualche anno. 
La resistenza nel tempo del trucco permanente non è predeterminata. La definizione "trucco semi-permanente" non identifica una durata specifica ed ha solo un valore commerciale.
Normalmente le applicazioni richiedono qualche ritocco dopo un certo periodo.
Una parte (circa 30%) del pigmento iniettato scompare entro 6 settimane da quando è stato iniettato.
Parte del pigmento iniettato nel derma può restarci definitivamente ma la sua apparenza è influenzata da diversi fattori: ambientali, procedurali e/o soggettivi.
L'esposizione al sole tende a sbiadire molti pigmenti.
La durata nel tempo del trucco permanente è influenzata principalmente: dalle caratteristiche chimico fisiche del pigmento, dalla profondità e larghezza dell'iniezione, dalla quantità di pigmento depositato.
L'esecuzione del trucco permanente può non soddisfare chi ci si sottopone, sia per la qualità e stabilità nel tempo del disegno, sia per la qualità e stabilità dei pigmenti.
La rimozione o modifica del trucco permanente può richiedere procedure complesse che possono comportare ulteriori rischi e complicanze

### Complicanze e rischi per la salute
| Massima concentrazione impurità nei pigmenti per PMU | Massima concentrazione impurità nei pigmenti per PMU |
| sostanza | ppm                                                  |
| --- | ---------------------------------------------------- |
| Arsenico | 2                                                    |
| Bario | 50                                                   |
| Cadmio | 0,2                                                  |
| Cobalto | 25                                                   |
| Cromo esavalente | 0,2                                                  |
| Rame solubile | 25                                                   |
| Mercurio | 0,2                                                  |
| Nichel | min.                                                 |
| Piombo | 2                                                    |
| Selenio | 2                                                    |
| Antimonio | 2                                                    |
| Stagno | 50                                                   |
| Zinco | 50                                                   |
| PAH | 0,5                                                  |
| BaP | 0,0005                                               |
| Legenda: - min.= minima concentrazione tecnicamente possibile, la presenza di tracce di nichel dovrebbe essere comunicata in etichetta per il rischio allergico, - PAH =Idrocarburi policiclici aromatici, - BaP= Benzo(a)pirene |                                                      |

Il trucco permanente può comportare complicanze e reazioni avverse, come ad esempio: allergie o reazioni tossiche dovute ai pigmenti iniettati, cicatrici, granulomi e cheloidi, screpolature della pelle, vesciche e infezioni locali.
L'uso di strumenti non sterilizzati può trasmettere infezioni con anche conseguenze gravi come l'HIV e l'epatite .
L'estetista deve adottare precise misure per il controllo del rischio di trasmettere infezioni, ad esempio con l'utilizzo solo di materiali sterili, monouso. Le tecniche di esecuzione dei tatuaggi e del PMU, compreso la manutenzione degli strumenti, la loro sterilizzazione e la disinfezione, devono essere eseguite in conformità alle regole igieniche stabilite dai servizi nazionali di salute pubblica. 
Oltre all'applicazione delle norme igieniche generali sono indicate misure di barriera e di controllo ambientale.
Ai rischi specifici del PMU si aggiungono le complicanze accessorie che possono derivare dall'utilizzo di anestetici topici prima del trattamento, dalle pratiche per la rimozione o cancellazione del trucco permanente e dal fatto che i pigmenti metallici del trucco possono invalidare future immagini biologiche prese a scopo diagnostico (raggi X e risonanza magnetica), inoltre l'accesso futuro alla risonanza magnetica può essere interdetto per prevenire possibili effetti collaterali.

#### Tossicologia dei coloranti per PMU
I pigmenti e inchiostri per PMU, vengono introdotti sotto la superficie cutanea, si presume che possano comportare un rischio tossico.
Grande rilievo nella UE è stato dato ai rischi associati ai pigmenti che vengono introdotti, che non essendo classificati come cosmetici, non sono sottoposti ad una specifica norma che ne regoli la sicurezza e di cui spesso non viene neppure comunicata la esatta composizione chimica.
Le risoluzioni del Consiglio d'Europa hanno indicato una lunga lista di coloranti che non dovrebbero essere impiegati nel trucco permanente e la massima concentrazione ammissibile delle impurità tossiche. 
Nelle raccomandazioni del Consiglio d'Europa dovrebbero essere proibiti:
- coloranti azoici, contenenti ammine aromatiche o in grado di rilasciare ammine aromatiche,
- i coloranti già esclusi dall'utilizzo cosmetico,
- i coloranti classificati nella UE come CMR, cancerogeni, mutageni o dannosi per la riproduzione,
- I coloranti con concentrazioni di impurità sopra le soglie definite dal Consiglio d'Europa.

## Metodica
La tecnica utilizzata è simile a quella del tatuaggio e comporta normalmente l'utilizzo di dermografi e aghi sterili di varie misure e configurazioni. 
Il manipolo del dermografo produce un movimento alternato, comandato elettronicamente, dell'ago. Questo scorrendo all'interno di una cartuccia che contiene l'inchiostro, ne trasferisce piccole quantità sotto la superficie cutanea. 
Teoricamente è possibile utilizzare, anche se è poco pratica ed poco efficace, la tecnica manuale del tatuaggio, dove gli aghi vengono intinti nell'inchiostro e spinti nella cute manualmente.